# Dibrugarh Airport
Dibrugarh Airport (engelska: Mohanbari Airport, hindi: डिब्रूगढ़ एअरपोर्ट, assamesiska: ডিব্ৰুগড়) är en flygplats i Indien.   Den ligger i distriktet Dibrugarh och delstaten Assam, i den östra delen av landet, 1 700 km öster om huvudstaden New Delhi. Dibrugarh Airport ligger 110 meter över havet.
Terrängen runt Dibrugarh Airport är mycket platt. Runt Dibrugarh Airport är det tätbefolkat, med 550 invånare per kvadratkilometer. Närmaste större samhälle är Dibrugarh, 10,7 km väster om Dibrugarh Airport. Omgivningarna runt Dibrugarh Airport är en mosaik av jordbruksmark och naturlig växtlighet.